# Eorpwald de Estanglia
Eorpwald; también Erpenwald o Earpwald, (reinado de c. 624, asesinado c. 627 o 632), sucedió a su padre Rædwald como gobernante de Estanglia. Eorpwald era un miembro de la familia de los Wuffingas, nombrado así por descender del rey Wuffa.
Poco se sabe acerca de la vida y del breve reinado de Eorpwaldo. La principal fuente acerca de este periodo proviene de la Historia Eclesiástica de las Personas inglesas, escrita por Bede en el siglo VIII. Poco después de ascender al trono, Eorpwald recibió educación cristiana y fue bautizado en 627 o 632. Poco después de su conversión fue asesinado por Ricberht, un noble pagano, que le sucedió y gobernó Estanglia durante tres años. El motivo para el asesinato de Eorpwald fue probablemente tanto político como religioso. Fue el primer rey inglés en morir a causa de su fe cristiana, siendo venerado por la iglesia posteriormente como santo y mártir.

## Contexto histórico y familia
A comienzos del siglo VII, el sur de Inglaterra estaba casi enteramente controlado por los anglosajones. Estos pueblos, entre los que se incluían anglos, sajones, jutos y frisones, comenzó a llegar a Gran Bretaña en el siglo V. Hacia el año 600, varios reinos habían comenzado a formarse, incluyendo el Reino de Estanglia, un reino anglosajón que hoy incluye los condados ingleses de Norfolk y Suffolk. Casi ninguna fuente documental existe sobre la historia del reino antes del reinado de Rædwald, que reinó hasta aproximadamente 624. Las fuentes de información incluyen los nombres de unos cuantos de los primeros reyes Wuffingas, mencionados en un breve pasaje de la Historia Eclesiástica de las Personas inglesas, escrita hacia la década de 730.

Un mapa que muestra las ubicaciones generales de los pueblos anglosajones alrededor del año 600

En 616, Rædwald venció y mató a Æthelfrith de Northumbria en la Batalla del Río Idle e instló a Edwin como nuevo rey de Deira. Durante su exilio en la corte de Rædwald, Edwin había soñado que, si se convertía al cristianismo, llegaría a ser más grande que cualquiera que hubiera gobernado antes que él. Steven Plunkett cuenta que, según la versión de los acontecimientos de la Vida de San Gregorio,  fue Paulino quien visitó a Edwin y obtuvo su promesa de convertirse al cristianismo a cambio de poder real. Después de que Edwin emergió como gobernante de Deira, con centro en York, fue aceptado como rey de Bernicia. Tras su victoria sobre Northumbria, Rædwald ya no era sólo rey de Estanglia, sino el más poderoso gobernante de todos los reinos ingleses, alcanzando el rango posteriormente descrito como Bretwalda. Se cree que fue enterrado en el suntuoso barco funerario en Sutton Hoo.
Eorpwald fue hijo de Rædwald con una mujer cuyo nombre nos es desconocido. Hubo al menos un hermano, Rægenhere, y otro pariente, Sigeberto, pudo también haber sido su hermano. Rædwald Utilizó las letras R y E cuándo nombró a dos de sus hijos, lo que sugiere que Eorpwald era el más joven y sólo se habría convertido en heredero tras la muerte de su hermano Rægenhere en batalla en 616. No está claro si Sigeberto y Eorpwald era hermanos, o compartieron la misma madre pero no el mismo padre, según afirmó William de Malmesbury. Según Barbara Yorke, Sigeberto pudo haber sido un miembro de una línea diferente de Wuffingas que tuvo que exiliarse para asegurar que Eorpwald fuera rey.

## Ascensión y conversión al cristianismo
Eorpwald era todavía un pagano cuando ascendió al trono a la muerte de Rædwald en 624. D. P. Kirby mantiene que Sigeberht huyó a la Galia durante los conflictos internos que siguieron a la ascensión de Eorpwald accesión y que el paganismo del nuevo rey creó tensiones entre facciones cristianas y paganas dentro del reino, lo que le hizo perder influencia. En 627, Edwin emprendió la conversión de los pueblos de Northumbria, Lindsey y Estanglia y Eorpwald fue, según Bede, "persuadido para aceptar la fe cristiana y los sacramentos". Esto pudo tener lugar hacia 627, teniendo en cuenta los años que se sabe que Felix de Burgoña fue obispo de Estanglia. En contraste, la Crónica anglosajona afirma que el bautismo de Eorpwald tuvo lugar en 632: "Su wæs Eorpwald gefullod", ("Aquí Eorpwald fue bautizado").
No se sabe si Eorpwald fue bautizado en Estanglia, Northumbria o Kent, pero muy probablemente fue Edwin, su padrino. Higham sugiere que debido a la carencia de lugares apropiados en Estanglia, pudo ser bautizado por Paulinus en Northumbria. La forma en que fue convertido indica que Eorpwaldera un rey subordinado y que Edwin era su superior.

## Muerte y santidad
La conversión de Eorpwald no se tradujo en el establecimiento de cualquier infraestructura eclesiástica, como el establecimiento de una sede episcopal. Bede Informó que poco después de su conversión, Eorpwald fue muerto (occisus) por un pagano (uiro gentili) llamado Ricberht y que después de su muerte, el reino volvió al paganismo (en errore uersata est) por tres años.
Eorpwald fue el primer rey inglés en morir por su fe cristiana. Las circunstancias no han quedado registradas, de modo que no sabemos si Ricberht era representante de una facción interna opuesta al cristianismo, o si sea un emisario del extranjero deseando disminuir la influencia de Edwin de Northumbria sobre Estanglia. El regreso del paganismo no necesariamente significa que había una lucha abierta entre la adoración de los dioses anglosajones y la adoración de Cristo, pero podría expresar un rechazo entre los anglos orientales, incitados por el aumento de Edwin a poder y su ascendencia sobre su rey. La ascendencia de Ricberht es desconocida y no está claro hasta que punto llegó a gobernar tras la muerte de Eorpwald, pero en 630 o 631, tres años después del asesinato de Eorpwald, Sigeberht regresó del exilio y se convirtió en rey.